# Новая Берёзовка (Сергачский район)
Но́вая Берёзовка — деревня в Сергачском районе Нижегородской области. Входит в состав Староберёзовского сельсовета.

## География
Деревня находится на правом берегу реки Пьяна, на расстоянии 14 км к юго-востоку от города Сергач, административного центра района.

### Часовой пояс
Село Новая Берёзовка, как и вся Нижегородская область, находится в часовой зоне МСК (московское время). Смещение применяемого времени относительно UTC составляет +3:00.

## Население
| 2002 | 2010 |
| ---- | ---- |
| 179  | ↘137 |